# Very Short Introduction
Very Short Introduction est une collection de livres didactique édités depuis 1995 par Oxford University Press. Les livres sont rédigés par des spécialistes à destination du grand public. Ils offrent une brève introduction à des sujets très divers tels que le cerveau, la littérature espagnole, le blues, la philosophie politique ou encore la schizophrénie.
Les livres font entre 96 et 224 pages, bien que la plupart en possède entre 120 et 180. Presque tous contiennent des suggestions de lecture en fin d'ouvrage. Bien que les auteurs puissent donner leurs points de vue, les livres sont présentés comme « complets et équilibrés » mais poussant à la réflexion.
En février 2024, il y avait plus de 700 livres dans la collection.